# Campionati del mondo di atletica leggera indoor 2006
I Campionati del mondo di atletica leggera indoor 2006 (11ª edizione) si sono svolti all'Olimpiyski Sport Complex di Mosca, in Russia, dal 10 al 12 marzo. È stato il primo evento internazionale di atletica a svolgersi in Russia dopo i Giochi olimpici del 1980.

## Medagliati

### Uomini
| Specialità | Oro                                                                                                   | Prestazione | Argento                                                                                               | Prestazione | Bronzo                                                                                           | Prestazione |
| Corse piane | |             | |             |                                                                                                  |             |
| 60 m | Leonard Scott                                                                                         | 6"50        | Andrey Yepishin                                                                                       | 6"52        | Terrence Trammell                                                                                | 6"54        |
| 400 m | Alleyne Francique                                                                                     | 45"54       | California Molefe                                                                                     | 45"75       | Chris Brown                                                                                      | 45"78       |
| 800 m | Wilfred Bungei                                                                                        | 1'47"15     | Mbulaeni Mulaudzi                                                                                     | 1'47"16     | Jurij Borzakovskij                                                                               | 1'47"38     |
| 1.500 m | Ivan Heško                                                                                            | 3'42"08     | Daniel Kipchirchir Komen                                                                              | 3'42"55     | Elkanah Angwenyi                                                                                 | 3'42"98     |
| 3.000 m | Kenenisa Bekele                                                                                       | 7'39"32     | Saif Saaeed Shaheen                                                                                   | 7'41"28     | Eliud Kipchoge                                                                                   | 7'42"58     |
| Corse a ostacoli | |             | |             |                                                                                                  |             |
| 60 hs | Terrence Trammell                                                                                     | 7"43        | Dayron Robles                                                                                         | 7"46        | Dominique Arnold                                                                                 | 7"52        |
| Salti | |             | |             |                                                                                                  |             |
| Salto in alto | Jaroslav Rybakov                                                                                      | 2,37 m      | Andrey Tereshin                                                                                       | 2,35 m      | Linus Thörnblad                                                                                  | 2,33 m      |
| Salto con l'asta | Brad Walker                                                                                           | 5,80 m      | Alhaji Jeng                                                                                           | 5,70 m      | Tim Lobinger                                                                                     | 5,60 m      |
| Salto in lungo | Ignisious Gaisah                                                                                      | 8,30 m      | Irving Saladino                                                                                       | 8,29 m      | Andrew Howe                                                                                      | 8,19 m      |
| Salto triplo | Walter Davis                                                                                          | 17,73 m     | Jadel Gregório                                                                                        | 17,56 m     | Yoandri Betanzos                                                                                 | 17,42 m     |
| Lanci | |             | |             |                                                                                                  |             |
| Getto del peso | Reese Hoffa                                                                                           | 22,11 m     | Joachim Olsen                                                                                         | 21,16 m     | Pavel Sof'in                                                                                     | 20,68 m     |
| Prove multiple | |             | |             |                                                                                                  |             |
| Eptathlon | André Niklaus                                                                                         | 6.192 p.    | Bryan Clay                                                                                            | 6.187 p.    | Roman Šebrle                                                                                     | 6.161 p.    |
| Staffette | |             | |             |                                                                                                  |             |
| Staffetta 4×400 m | Stati Uniti Tyree Washington LaShawn Merritt Milton Campbell Wallace Spearmon James Davis O.J. Hogans | 3'03"24     | Polonia Daniel Dąbrowski Marcin Marciniszyn Rafał Wieruszewski Piotr Klimczak Paweł Ptak Piotr Kędzia | 3'04"67     | Russia Konstantin Svechkar Aleksandr Derevyagin Yevgeniy Lebedev Dmitriy Petrov Andrey Polukeyev | 3'06"91     |
| record mondiale; record mondiale stagionale; record africano; record asiatico; record europeo; record nord-centroamericano e caraibico; record sudamericano; record oceaniano; record dei campionati; record nazionale; record personale; record personale stagionale. | |             | |             |                                                                                                  |             |

### Donne
| Specialità | Oro | Prestazione | Argento                                                                             | Prestazione | Bronzo                                                                   | Prestazione |
| Corse piane | |             |                                                                                     |             |                                                                          |             |
| 60 m | Me'Lisa Barber                                                                                                | 7"01        | Lauryn Williams                                                                     | 7"01        | Kim Gevaert                                                              | 7"11        |
| 400 m | Olesja Krasnomovec                                                                                            | 50"04       | Vania Stambolova                                                                    | 50"21       | Christine Amertil                                                        | 50"34       |
| 800 m | Maria Mutola                                                                                                  | 1'58"90     | Kenia Sinclair                                                                      | 1'59"54     | Hasna Benhassi                                                           | 2'00"34     |
| 1.500 m | Yuliya Chizhenko                                                                                              | 4'04"70     | Elena Soboleva                                                                      | 4'05"21     | Maryam Yusuf Jamal                                                       | 4'05"53     |
| 3.000 m | Meseret Defar                                                                                                 | 8'38"80     | Lilija Šobuchova                                                                    | 8'42"18     | Lidia Chojecka                                                           | 8'42"59     |
| Corse a ostacoli | |             |                                                                                     |             |                                                                          |             |
| 60 hs | Derval O'Rourke                                                                                               | 7"84        | Glory Alozie                                                                        | 7"86        | Susanna Kallur                                                           | 7"87        |
| Salti | |             |                                                                                     |             |                                                                          |             |
| Salto in alto | Elena Slesarenko                                                                                              | 2,02 m      | Blanka Vlašić                                                                       | 2,00 m      | Ruth Beitia                                                              | 1,98 m      |
| Salto con l'asta | Elena Isinbaeva                                                                                               | 4,80 m      | Anna Rogowska                                                                       | 4,75 m      | Svetlana Feofanova                                                       | 4,70 m      |
| Salto in lungo | Tianna Madison                                                                                                | 6,80 m      | Naide Gomes                                                                         | 6,76 m      | Concepción Montaner                                                      | 6,76 m      |
| Salto triplo | Tat'jana Lebedeva                                                                                             | 14,95 m     | Anna Pjatych                                                                        | 14,93 m     | Yamilé Aldama                                                            | 14,86 m     |
| Lanci | |             |                                                                                     |             |                                                                          |             |
| Getto del peso | Natallja Charaneka                                                                                            | 19,84 m     | Nadine Kleinert                                                                     | 19,64 m     | Ol'ga Rjabinkina                                                         | 19,24 m     |
| Prove multiple | |             |                                                                                     |             |                                                                          |             |
| Pentathlon | Ljudmyla Blons'ka                                                                                             | 4.685 p.    | Karin Ruckstuhl                                                                     | 4.607 p.    | Olga Levenkova                                                           | 4.579 p.    |
| Staffette | |             |                                                                                     |             |                                                                          |             |
| Staffetta 4×400 m | Russia Tatyana Levina Natal'ja Nazarova Olesja Krasnomovec Natal'ja Antjuch Julija Guščina Tatyana Veshkurova | 3'24"91     | Stati Uniti Debbie Dunn Tiffany Ross-Williams Monica Hargrove Mary Danner Kia Davis | 3'28"63     | Bielorussia Natallia Solohub Anna Kozak Yulyana Zhalniryuk Ilona Usovich | 3'28"65     |
| record mondiale; record mondiale stagionale; record africano; record asiatico; record europeo; record nord-centroamericano e caraibico; record sudamericano; record oceaniano; record dei campionati; record nazionale; record personale; record personale stagionale. | |             |                                                                                     |             |                                                                          |             |

## Medagliere
| Posizione | Paese       | Oro | Argento | Bronzo | Totale |
| --------- | ----------- | --- | ------- | ------ | ------ |
| 1         | Stati Uniti | 8   | 3       | 2      | 13     |
| 2         | Russia      | 7   | 5       | 6      | 18     |
| 3         | Etiopia     | 2   | 0       | 0      | 2      |
| 3         | Ucraina     | 2   | 0       | 0      | 2      |
| 5         | Kenya       | 1   | 1       | 2      | 4      |
| 6         | Germania    | 1   | 1       | 1      | 3      |
| 7         | Bielorussia | 1   | 0       | 1      | 2      |
| 8         | Ghana       | 1   | 0       | 0      | 1      |
| 8         | Grenada     | 1   | 0       | 0      | 1      |
| 8         | Irlanda     | 1   | 0       | 0      | 1      |
| 8         | Mozambico   | 1   | 0       | 0      | 1      |
| 12        | Polonia     | 0   | 2       | 1      | 3      |
| 13        | Spagna      | 0   | 1       | 2      | 3      |
| 13        | Svezia      | 0   | 1       | 2      | 3      |
| 15        | Cuba        | 0   | 1       | 1      | 2      |
| 16        | Botswana    | 0   | 1       | 0      | 1      |
| 16        | Brasile     | 0   | 1       | 0      | 1      |
| 16        | Bulgaria    | 0   | 1       | 0      | 1      |
| 16        | Croazia     | 0   | 1       | 0      | 1      |
| 16        | Danimarca   | 0   | 1       | 0      | 1      |
| 16        | Giamaica    | 0   | 1       | 0      | 1      |
| 16        | Paesi Bassi | 0   | 1       | 0      | 1      |
| 16        | Panama      | 0   | 1       | 0      | 1      |
| 16        | Portogallo  | 0   | 1       | 0      | 1      |
| 16        | Qatar       | 0   | 1       | 0      | 1      |
| 16        | Sudafrica   | 0   | 1       | 0      | 1      |
| 27        | Bahamas     | 0   | 0       | 2      | 2      |
| 28        | Bahrein     | 0   | 0       | 1      | 1      |
| 28        | Belgio      | 0   | 0       | 1      | 1      |
| 28        | Italia      | 0   | 0       | 1      | 1      |
| 28        | Marocco     | 0   | 0       | 1      | 1      |
| 28        | Rep. Ceca   | 0   | 0       | 1      | 1      |
| 28        | Sudan       | 0   | 0       | 1      | 1      |
| Totale    | Totale      | 26  | 26      | 26     | 78     |